# Ԓ
Ԓ, ԓ или Л с ченгелче е буква от кирилицата. Обозначава беззвучната венечна странична проходна съгласна /ɬ/. Използва се в езика на чукчите, където е 14-а буква от азбуката. Буквата Ӆ произлиза от кирилското Л, на което е добавено ченгелче.
Буквата Л с ченгелче за първи път е използванa в буквар по чукчи, който е публикуван през 1996 г. (Ԓыгъоравэтԓьэн йиԓыйиԓ). Тя заменя кирилската буква Л, която е използвана дотогава за отбелязването на специфичния чукчи звук. Въведена е, за да се избегне объркването при четене с различното руско произношение на буквата. Използва се и в ителменския и хантийския език.